# Kosowo (powiat świecki)
Kosowo – wieś w Polsce położona w województwie kujawsko-pomorskim, w powiecie świeckim, w gminie Świecie.
W latach 1975–1998 miejscowość należała administracyjnie do województwa bydgoskiego. Według Narodowego Spisu Powszechnego (III 2011 r.) liczyła 211 mieszkańców. Jest jedenastą co do wielkości miejscowością gminy Świecie.
Na terenie wsi znajduje się nieczynny cmentarz mennonicki z XVII wieku. Wykorzystywali go mennonici z Kosowa i Chrystkowa. Najstarsze zachowane stele nagrobne pochodzą z drugiej połowy XVIII wieku. W 2020 roku wycięto krzaki, zabytkowe tuje i pomniejsze drzewa.